# 5e parallèle nord
Pour les articles homonymes, voir 5e parallèle.
En géographie, le 5e parallèle nord est le parallèle joignant les points de la surface de la Terre dont la latitude est égale à 5° nord.

## Géographie

### Dimensions
Au niveau de 5° de latitude nord, un degré de longitude équivaut à 110,899 km ; la longueur totale du parallèle est donc de 39 924 km, soit 99,6 % de la longueur de l'équateur. Il en est distant de 553 km et du pôle Nord de 9 449 km.

### Régions traversées
En débutant par 0° de longitude et en se dirigeant vers l'est, le 5e parallèle nord traverse successivement :
- Océan Atlantique (golfe du Bénin)
- Afrique :
  - Nigeria
  - Cameroun
  - République centrafricaine
  - République démocratique du Congo
  - Soudan
  - Éthiopie
  - Somalie
- Maldives (Baa)
- Océan Indien
- Inde
- Détroit de Malacca
- Malaisie
- Mer de Chine méridionale
- Île de Bornéo :
  - Brunei
  - Malaisie
- Mer de Célèbes
- Philippines (Bilatan, Sulu)
- Océan Pacifique, passant près des îles suivantes :
  - Entre Sonsorol et Pulo Anna, Palaos
  - Sud des atolls de Satowan et Kosrae, États fédérés de Micronésie
  - Entre les atolles de Namdrik et Ebon,  îles Marshall
  - Nord de Teraina, Kiribati
  - Sud de l'île Cocos, Costa Rica
- Amérique :
  - Colombie
  - Venezuela
  - Brésil
  - Guyana (y compris un territoire revendiqué par le Venezuela)
  - Suriname
  - Guyane (France)
- Océan Atlantique
- Afrique :
  - Liberia
  - Côte d'Ivoire
- Océan Atlantique (golfe de Guinée)
- Afrique :
  - Ghana
- Océan Atlantique (baie du Bénin)